# 375 av. J.-C.
Cette page concerne l'année 375 av. J.-C. du calendrier julien proleptique.

## Événements

### Asie
- Début du règne de Zhou Liewang, roi des Zhou Orientaux en Chine (fin en 369 av. J.-C.)[1].
- Chine : Zheng (Henan) est annexé par l’État de Han[2].

### Europe
- Printemps[3] : deux bataillons lacédémoniens sont vaincus à Tégyres, près d’Orchomène par les Thébains deux fois moins nombreux[4].
- 28 juin : victoire de la flotte athénienne dirigée par Timothée sur Sparte à Alyzeia, ville d’Acarnanie, dans la mer Ionienne. Les Céphalléniens, les Acarnaniens et le roi des Molosses Alcétas se rallient à la confédération athénienne à la fin de l’été[5].
- Été[3] : paix négociée entre Sparte et Athènes, qui s’inquiète de la puissance thébaine, avec la participation d'Artaxerxès II (ou en 374). Thèbes adhère à la paix comme alliée d’Athènes sans que ses acquisitions en Béotie ne soient mises en cause[4]. La paix du Roi est renouvelée : le roi de Perse, qui a besoin de mercenaires grecs pour soumettre l’Égypte révoltée, envoie des ambassadeurs pour demander aux cités grecques de renouveler la paix commune de 386 av. J.-C.. La plupart des cités acceptent[6].
- 16 septembre (31 juillet du calendrier romain) : début d’une période d’anarchie de cinq ans à Rome (vers 375/370 av. J.-C.), selon Tite-Live. Aucun magistrat curule : les deux tribuns de la plèbe Caius Licinius Stolon et Lucius Sextius Lateranus bloquent toute élection tant que leur projet de loi n'est pas soumis au vote du peuple[7].

- Athènes noue une alliance avec Corcyre, l’Acarnanie et Céphalonie[8].
- Jason de Phères, successeur de son beau-père Lycophron, tyran de Phères (v. 380-379), se fait élire tagos des Thessaliens[9].

## Naissances
- Olympias (date possible).